# Stjepan Mihaljinec
Stjepan Mihaljinec (Zagreb, 1. prosinca 1935. – Zagreb, 13. veljače 2014.), hrvatski skladatelj, aranžer, dirigent i pijanist zabavne glazbe.

## Životopis
Diplomirao je na Muzičkoj akademiji u Zagrebu 1963. s temom "O pojmu, produkciji i reprodukciji tzv. zabavne muzike". Jedan je od utemeljitelja Festivala kajkavske popevke u Krapini (1966.), čiji je umjetnički direktor bio do 2005. godine. Od 1957. bio je urednik u programu i Muzičkoj proizvodnji Radio Zagreba, a od 1981. – 1990. urednik glazbenog programa. Od 1971. – 1979. bio je predsjednik Saveza muzičkih udruženja Hrvatske, a 1983. – 1984. predsjednik Društva hrvatskih skladatelja. Skladao je preko 300 zabavnih melodija od kojih su mnoge nagrađivane na festivalima u zemlji i inozemstvu (Svitanje, Ako sada odeš, Zadnji fijaker, Proplakat će zora, Noćas ćemo zemlji k'o materi reći itd.). Skladao je veći broj pjesama za djecu, glazbu za televizijske serije te orkestralna djela, među kojima se posebno ističe Fantazija za klavir i orkestar (1971.). Autor je dva glazbenoscenska djela: Ja i moje drugo ja (1964.) i Ljubovnici (1981.). Kao pijanist i dirigent gostovao je u nizu europskih zemalja te u Americi, Kanadi, SSSR-u i Australiji, surađujući s mnogim našim istaknutim vokalnim solistima te s Josephine Baker, Domenicom Modugnom, Sergiom Endrigom, Johnny Loganom i drugima. Pisao je aranžmane za sve vrste orkestralnih sastava. Na festivalima zabavne glazbe primio je niz nagrada za skladbe i aranžmane, od kojih su najznačajnije: prva nagrada publike i žirija na festivalu u Splitu za skladbu Proplakat će zora (1971.), prva nagrada publike na festivalu u Splitu za skladbu Noćas ćemo zemlji ko materi reći (1973.), treća nagrada publike na festivalu Zagreb '63. i druga nagrada na festivalu Intervizije '63. za skladbu Ako sada odeš, nagrada žirija na prvom međunarodnom festivalu u Aleksandriji za skladbu Ljubav (1970.). Za svoj umjetnički rad primio je mnoge nagrade i priznanja, a godine 2003. uvršten je u ediciju "2000 Outstanding Intellectuals of 21st Century" međunarodnog biografskog centra u Cambridgeu.

## Nagrade i priznanja
- 1982. – Vjesnikova nagrada za glazbu "Josip Štolcer Slavenski"
- 1995. – Odličje „Red Danice hrvatske s likom Marka Marulića“
- 2001. – Zlatna plaketa Hrvatske glazbene unije
- 2001. – Posebna povelja HDS-a za 35-godišnje dosljedno oblikovanje glazbeno poetskog programa Festivala kajkavske popevke u Krapini
- 2005. – Povelja Grada Krapine
- 2005. – nagrada Grada Zagreba
- 2006. – nagrada Milivoj Körbler HDS-a
- 2012. – nagrada Porin za životno djelo

## Vanjske poveznice
- www.porin.info – Siniša Škarica: Stjepan Mihaljinec  Arhivirana inačica izvorne stranice od 22. veljače 2014. (Wayback Machine) (životopis)
- Hrvatsko društvo skladatelja: Stjepan Mihaljinec  Arhivirana inačica izvorne stranice od 24. veljače 2014. (Wayback Machine) (životopis)
- HDS – ZAMP: Stjepan Mihaljinec (popis djela)
- Goran Pelaić: http://archive.is – »Na Splitu mora biti zastupljena dalmatinska pjesma« (razgovor od 13. siječnja 1994.)
- Glas Slavonije - Stjepan Mihaljinec: Iznimni i neumorni glazbeni znalac
- Diskografija.com - Stjepan Mihaljinec